# Пірогномічність
Пірогномічність — здатність метаміктних мінералів спалахувати при нагріванні їх до певної температури.
Мінерали і метали звичайно світяться при нагріванні, але ті, які є пірогномічними, світяться при значно більш низьких температурах. Алланіт і гадолініт є прикладами пірогномічних мінералів. Цей термін був введений німецьким хіміком і мінералогом Теодором Шеерером (1813-1873) в 1840 році, але це явище раніше спостерігали Вільям Гайд Волластон і Йоан Якоб Берцеліус.